# Thwaitesia rhomboidalis
Thwaitesia rhomboidalis är en spindelart som beskrevs av Simon 1903. Thwaitesia rhomboidalis ingår i släktet Thwaitesia och familjen klotspindlar.
Artens utbredningsområde är Ekvatorialguinea. Inga underarter finns listade i Catalogue of Life.